# کیونچال
کیونچال (به لاتین: Kyünçal) یک منطقه مسکونی در جمهوری آذربایجان است که در شهرستان شابران واقع شده‌است.